# Сьверкув
Сьверкув (пол. Świerków) — село в Польщі, у гміні Радкув Влощовського повіту Свентокшиського воєводства.
У 1975-1998 роках село належало до Ченстоховського воєводства.